# Jisaburo Ozawa
Viceamiralul Jisaburō Ozawa (în japoneză 小澤 治三郎, Ozawa Jisaburō; n. 2 octombrie 1886, Koyu district⁠(d), Prefectura Miyazaki, Japonia – d. 9 noiembrie 1966, Tōkyō, Japonia) a fost un viceamiral japonez în cel de-al Doilea Război Mondial. El a fost ultimul comandant al Flotei Combinate.

## Biografie
În anul 1909 a absolvit pe locul 37 Academia de Marină Japoneză, în anul 1936 ajungând la gradul de contraamiral. În 1937 a fost numit în fruntea Flotei reunite. În 1940 Ozawa a fost avansat la rangul de viceamiral și numit președintele Academiei Marinei Militare Japoneze.
După atacul asupra bazei americane de la Pearl Harbour i s-a dat sarcina să conducă operațiunile navale de pe Marea Chinei de Sud. În perioada ianuarie-martie 1942 flota lui Ozawa a participat la invaziile din Java și Sumatra.
În 11 noiembrie 1942 lui Ozawa i s-a dat comanda Flotei a 3-a a Marinei Imperiale Japoneze în locul lui Nagumo. Ozawa era un comandant agresiv și capabil, dar în Bătălia din Marea Filipinelor a fost copleșit de superioritatea numerică și tehnologică a forțelor americane. După bătălie Ozawa și-a dat demisia, care a fost refuzată.

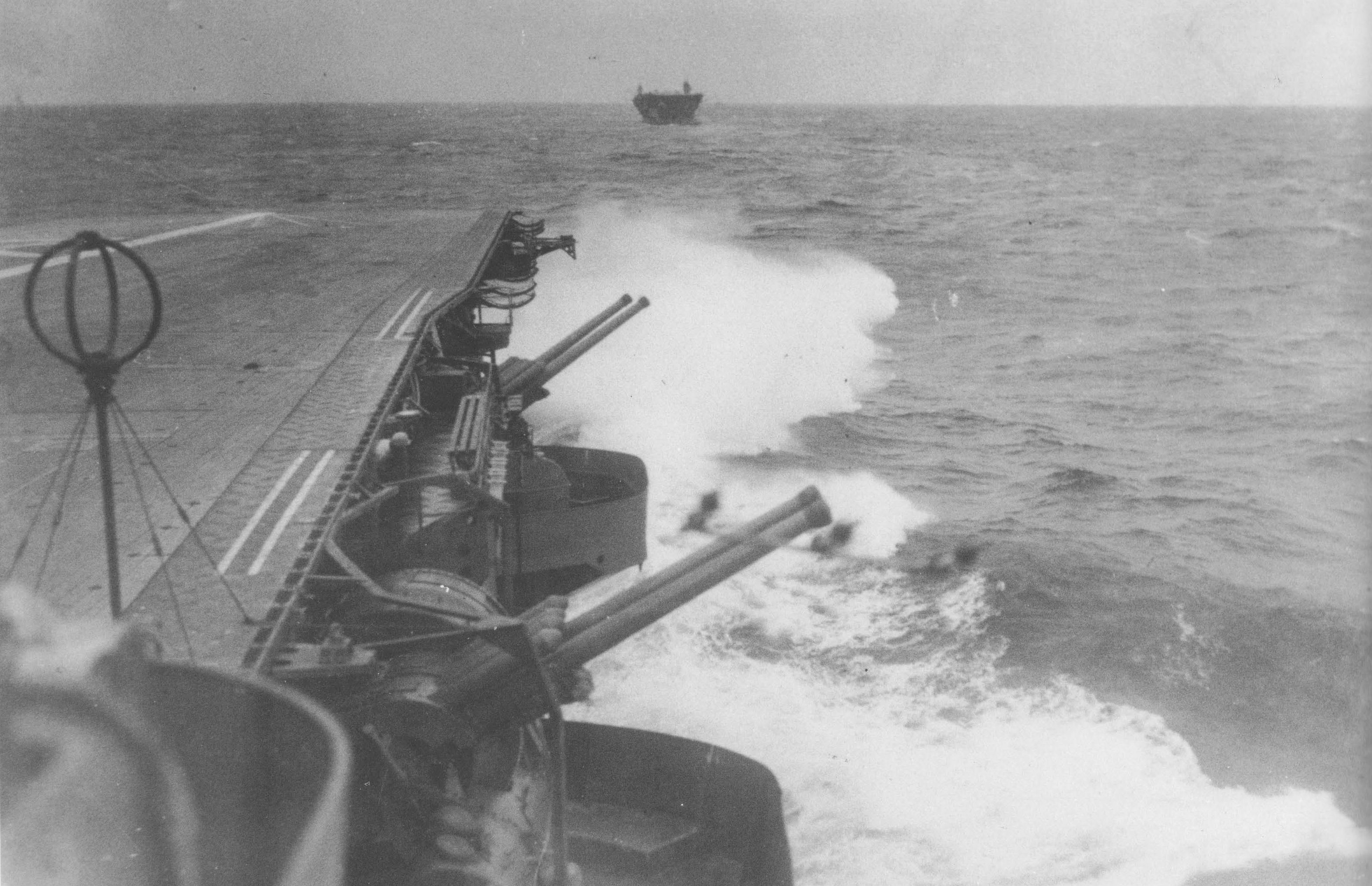
Ozawa în Bătălia din Golful Leyte pe portavionul Zuikaku, singurul portavion al japonezilor la acel moment.

În Bătălia din Golful Leyte cu Forța de Nord Ozawa trebuia să momească forțele lui „Bull” Halsey departe de zonele de debarcare americane pentru ca Forța Centrală condusă de Takeo Kurita să poată traversa strâmtoarea San Bernardino și să atace trupele americane de debarcare ale lui Douglas MacArthur. Ozawa a jucat cu mare dibăcie până la capăt acest rol, lucru care nu se poate spune despre comandanții celorlalte forțe japoneze(amiralul Kurita s-a retras evaluând eronat dimensiunea forțelor americane). Reușita sa în atragerea forței principale americane departe de zona de debarcare a lăsat forțele de debarcare americane fără sprijin substanțial și a creat tensiuni în comandamentul american.
În data de 29 mai 1945 a acceptat poziția de șef de stat major al Marinei Imperiale Japoneze.
Ozawa a murit în 1966 la vârsta de 80 de ani.

## Cărți în limba engleză
- Costello, Frank (2001). The Second World War. Harper Perennial. ISBN 0688016200.
- D'Albas, Andrieu (1965). Death of a Navy: Japanese Naval Action in World War II. Devin-Adair Pub. ISBN 0-8159-5302-X.
- Dull, Paul S. (1978). A Battle History of the Imperial Japanese Navy, 1941-1945. Naval Institute Press. ISBN 0-87021-097-1.
- Field, James A. (1947). The Japanese at Leyte Gulf;: The Sho operation. Princeton University Press. ASIN B0006AR6LA.
- Frank, Richard (2001). Downfall: The End of the Imperial Japanese Empire. Penguin. ISBN 0141001461.
- Gilbert, Martin (2004). The Second World War: A Complete History. Holt. ISBN 0805076239.
- Keegan, John (2005). The Second World War. Penguin. ISBN 0143035738.
- Sheftall, M.G. (2005). Blossoms in the Wind: Human Legacies of the Kamikaze. NAL Caliber. ISBN 0451214870.
- Spector, Ronald (1985). Eagle Against the Sun: The American War With Japan. Vintage. ISBN 0394741013.